# 1918 dans le catholicisme
Chronologie du catholicisme
- 1914
- 1915
- 1916
- 1917
- 1918
- 1919
- 1920
- 1921
- 1922

Cet article présente les faits marquants de l'année 1918 dans le catholicisme.

## Évènements
- 19 mai : Le Code de droit canonique de 1917 devient officiel.
- 1er décembre : encyclique Quod Iam Diu de Benoît XV sur la future conférence de paix

## Naissances
- 15 janvier : Édouard Gagnon, cardinal canadien de la Curie, précédemment archevêque titulaire de Justiniana Prima (de) († 25 août 2007)
- 16 janvier : Marcelo González Martín, cardinal espagnol, archevêque de Tolède († 25 août 2004)
- 19 janvier : Joseph Cordeiro, premier cardinal pakistanais, archevêque de Karachi († 12 février 1994)
- 22 janvier : Jules Froment, prêtre et enseignant français, défenseur de la langue occitane († 26 août 1977)
- 1er février : Ignacy Marcin Tokarczuk, prélat polonais, archevêque de Przemyśl († 29 décembre 2012)
- 5 février : Vincenzo Fagiolo, cardinal italien de la Curie, Juste parmi les nations († 22 septembre 2000)
- 18 mars : Bernard Jacqueline, prélat français, diplomate du Saint-Siège et archevêque titulaire d'Abbir Maius (de) († 26 février 2007)
- 19 mars : Cyprien Biyehima Kihangire, prélat ougandais, évêque d'Hoima (en) († 1er novembre 1990)
- 21 mars : Bienheureux Alberto Marvelli, ingénieur, homme politique et militant catholique italien († 5 octobre 1946)
- 26 mars : André Lesouëf, prêtre et missionnaire français, préfet apostolique de Kampong Cham († 7 juin 2004)
- 20 avril : Lucian Pulvermacher, prêtre traditionaliste schismatique américain († 30 novembre 2009)
- 1er mai : Jean-François Arrighi, prélat français de la Curie († 1er décembre 1998)
- 10 mai : Peter Poreku Dery, cardinal ghanéen, premier archevêque de Tamale, serviteur de Dieu († 6 mars 2008)
- 17 mai : Jean-Paul-Médéric Tremblay, prêtre et historien canadien († mai 1999)
- 2 juin : Sauveur Casanova, prélat français, évêque d'Ajaccio († 26 mai 1998)
- 21 juin : Charles Molette, prêtre, biographe, historien et archiviste français († 4 août 2013)
- 28 juin : Anton van Wilderode, prêtre, écrivain et poète belge († 15 juin 1998)
- 30 juin : Aimé Duval, prêtre jésuite et auteur-compositeur-interprète français († 30 avril 1984)
- 8 juillet : Virgilio Canio Corbo, prêtre franciscain, archéologue et enseignant italien († 6 décembre 1991)
- 13 juillet : André Rousset, prélat français, premier évêque de Pontoise († 26 décembre 1994)
- 9 août : François-Paul Dreyfus, prêtre dominicain venu du judaïsme et théologien français († 18 décembre 1999)
- 24 août : Avery Dulles, cardinal jésuite et théologien américain († 12 décembre 2008)
- 25 août : Michel Darmancier, prélat français, premier évêque de Wallis-et-Futuna († 1er octobre 1984)
- 22 septembre : Roger Tort, prélat français, évêque de Montauban († 16 janvier 1975)
- 23 septembre : Salvatore Pappalardo, cardinal italien, archevêque de Palerme († 10 décembre 2006)
- 30 septembre : Giovanni Canestri, cardinal italien, archevêque de Gênes († 29 avril 2015)
- 4 octobre : Giovanni Cheli, cardinal italien de la Curie, précédemment archevêque titulaire de Santa Giusta (de) († 8 février 2013)
- 27 octobre : Gérard Tremblay, prélat canadien, évêque auxiliaire de Montréal et évêque titulaire de Trisipa (de) († 28 septembre 2019)
- 28 octobre : René Latourelle, prêtre jésuite et théologien canadien († 16 novembre 2017)
- 2 novembre : Raimon Panikkar, prêtre et écrivain catalan († 26 août 2010)
- 9 novembre : Manuel Castro Ruiz, prélat mexicain, archevêque du Yucatán († 18 novembre 2008)
- 22 novembre Bienheureux Carlos Manuel Rodríguez Santiago, militant laïc portoricain († 13 juillet 1963)
- 27 novembre : Jean Urkia, prélat et missionnaire français, vicaire apostolique de Paksé et évêque titulaire de Masclianae (de) († 21 décembre 2011)
- 30 novembre : André Fauchet, prélat français, évêque de Troyes († 8 janvier 2000)
- 18 décembre : Joseph Fan Zhongliang, prélat jésuite chinois, évêque de Shanghai († 16 mars 2014)
- 5 décembre : Bienheureux Joseph Thao Tiên, prêtre et martyr laotien († 2 juin 1954)

## Décès
- 5 janvier : John Samuel Foley, prélat américain, évêque de Détroit (° 5 novembre 1833)
- 10 janvier : Bienheureuse María Dolores Rodríguez Sopeña, religieuse espagnole, fondatrice des Sœurs de l'institut catéchiste Dolores Sopeña (° 30 décembre 1848)
- 22 janvier : Jean Michel Dellès, prêtre et homme politique lorrain (° 6 avril 1840)
- 5 mars : Domenico Serafini, cardinal italien de la Curie, précédemment archevêque titulaire de Séleucie-de-Piérie (de) (° 3 août 1852)
- 6 mars : Jean-Baptiste Cazet, prélat et missionnaire français, vicaire apostolique de Madagascar et évêque titulaire de Sozusa-en-Palestine (de) (° 31 juillet 1827)
- 15 mars : Alphonse Roellinger, prêtre et homme politique alsacien (° 29 décembre 1849)
- 18 mars : Eudoxe Irénée Mignot, prélat français, archevêque d'Albi (° 20 septembre 1842)
- 24 mars : Louis Milcent, promoteur français du catholicisme social (° 2 janvier 1846)
- 18 mai : Bienheureuse Blandine Merten, religieuse et institutrice allemande (° 10 juillet 1883)
- 14 juin : Paul Buguet, prêtre français, prélat d'honneur de Sa Sainteté (° 25 mars 1843)
- 4 juillet : Sebastiano Martinelli, cardinal italien de la Curie, précédemment diplomate du Saint-Siège et archevêque titulaire d'Éphèse (de) (° 20 août 1848)
- 7 juillet : Joseph Gras y Granollers, prêtre, fondateur et vénérable espagnol (° 22 janvier 1834)
- 10 juillet : Gustave Vié, prélat français, évêque de Monaco (° 4 juin 1849)
- 25 juillet : François-Léon Gauthey, prélat français, archevêque de Besançon (° 1er mars 1848)
- 31 juillet : Jacques-Émile Sontag, prélat et missionnaire français, archevêque d'Ispahan (° 6 juin 1869)
- 9 août : Sainte Marianne Cope, religieuse américaine (° 23 janvier 1838)
- 14 août : Auguste-Honoré Gosselin, prêtre, historien et enseignant canadien (° 29 décembre 1843)
- 8 septembre : Bienheureux François-Marie de la Croix, prêtre allemand, fondateur de la Société du Divin Sauveur et des Sœurs du Divin Sauveur (° 16 juin 1848)
- 17 septembre : 
  - John Murphy Farley, cardinal irlando-américain, archevêque de New York (° 20 avril 1842)
  - Henry Moeller, prêtre et critique littéraire belge (° 17 juillet 1852)
- 28 septembre : Jean Espagnolle, prêtre et philologue français (° 5 janvier 1829)
- 1er octobre : Jules Ruellan, prêtre français, poilu mort pour la France (° 5 janvier 1874)
- 7 octobre : Bienheureux Giuseppe Toniolo, économiste et sociologue, militant catholique italien (° 7 mars 1845)
- 9 octobre : Pierre-Jean Broyer, prélat et missionnaire français, vicaire apostolique de l'archipel des Navigateurs et évêque titulaire de Polémonium (de) (° 30 janvier 1846)
- 10 octobre : Bienheureuse María Catalina Irigoyen Echegaray, religieuse espagnole (° 25 novembre 1848)
- 11 octobre : Clodius Piat, prêtre et historien français de la philosophie (° 21 août 1854)
- 19 octobre : Charles-François Turinaz, prélat français, évêque de Nancy (° 2 février 1838)
- 11 décembre : Giulio Tonti, cardinal italien, diplomate du Saint-Siège et évêque titulaire de Samos (de) puis archevêque titulaire de Sardes (de) et d'Ancyre (de) (° 9 décembre 1844)
- 29 décembre : Franz Stanonik, prêtre, théologien et enseignant autrichien (° 4 novembre 1841)